# Эшман, Ховард
Ховард Эллиот Эшман (англ. Howard Elliott Ashman, 17 мая 1950 — 14 марта 1991) — американский композитор, драматург, автор песен и музыкант. Он сотрудничал с Аланом Менкеном в нескольких работах и наиболее известен работами в нескольких анимационных художественных фильмах для Disney, для которых Эшман написал текст, а Менкен — музыку. Эшман и Менкен начали своё сотрудничество с мюзикла «Дай вам Бог здоровья, мистер Розуотер». Их следующий мюзикл, «Магазинчик ужасов», приобрёл многолетний успех и привёл к созданию художественного фильма 1986 года. Первым фильмом партнёрства с Disney был «Русалочка» (1989), а затем «Красавица и Чудовище» (1991). После его смерти некоторые песни Эшмана были включены в другой фильм Disney, «Аладдин» (1992).

## Юность и образование
Ховард Эшман родился в Балтиморе, штат Мэриленд, в еврейской семье Ширли Тельмы (урожденной Гласс) и Раймонда Альберта Эшмана, производителя рожков для мороженого. Сначала Эшман окончил Бостонский университет и Колледж Годдард (с остановкой в Летнем театре Университета Тафтса), а затем в 1974 году получил степень магистра в Индианском университете.

## Карьера
После окончания Индианского университета в 1974 году он переехал в Нью-Йорк и работал редактором в Grosset & Dunlap. Его первые две пьесы, «Потому что Мэгги боится тьмы» и «Сновидения», получили неоднозначные отзывы. В 1977 году была поставлена его пьеса «Подтверждение» в Принстонском театре Маккартера с Хершелем Бернарди в главной роли. В том же году он стал художественным руководителем театра WPA в Нью-Йорке. Он познакомился с Аланом Менкеном в BMI Lehman Engel Musical Theatre Workshop. Их первой совместной работой стал мюзикл 1979 года «Дай вам Бог здоровья, мистер Розуотер», адаптированный из одноимённого романа Курта Воннегута. Они также сотрудничали над мюзиклом «Магазинчик ужасов».
Эшман был режиссёром, автором текстов песен и либреттистом бродвейского мюзикла 1986 года «Улыбка» (музыка Марвина Хэмлиша). В 1986 году он написал сценарий к экранизации Фрэнка Оза своего мюзикла «Магазинчик ужасов», а также написал текст для двух новых песен, «Some Fun Now» и «Mean Green Mother From Outer Space». последняя получила номинацию на премию Оскар.
В 1986 году Эшмана пригласили написать текст для песни в фильме Disney «Оливер и компания». Следующей совместной работой с Менкеном стал анимационный фильм «Русалочка». Он вышел в ноябре 1989 года и имела огромный успех. Эшман и Менкен получили две номинации на «Золотой глобус» и три номинации на «Оскар», в том числе две за «Kiss The Girl» и «Under The Sea».
В 1988 году во время работы над «Русалочкой» Эшман высказал идею снять анимационный фильм «Аладдин». Он написал к нему ряд песен совместно с Аланом Менкеном, а сценарий был написан Линдой Вулвертон, работавшей над «Красавицей и Чудовищем». Затем к производству присоединились режиссёры Джон Маскер и Рон Клементс. Сюжет претерпел множество изменений, при этом некоторые элементы оригинальной трактовки были исключены. Из 16 песен, написанных для «Аладдина», три песни Эшмана были включены в оригинальную версию, которая вышла после его смерти.
На раннем этапе производства «Аладдина» к Эшману и Менкену обратились с просьбой помочь оживить и спасти производство «Красавицы и Чудовища». Эшман, желая сосредоточиться на «Аладдине» и своём здоровье, неохотно согласился. Именно в этот период его здоровье начало ухудшаться из-за болезни. Тем не менее, он закончил работу над «Красавицей и Чудовищем», прежде чем умер от СПИДа. Мультфильм был выпущен через несколько месяцев после его смерти и посвящён ему.
Наряду с Менкеном, Эшман являлся лауреатом двух премий «Грэмми», двух премий «Золотой глобус» и двух премий «Оскар». Вторая премия «Оскар» была получена им посмертно.

## Личная жизнь
В 1969 году Эшман познакомился со Стюартом Уайтом на летней университетской программе. Первоначально близкие друзья, они образовали связь, которая привела к отношениям. Они оба получили степень магистра в Индианском университете, а затем переехали в северную часть штата Нью-Йорк. Они вновь откроют мастерскую Фонда искусств игроков (WPA) вместе в качестве художественных директоров. В 1980 году они поссорились, а затем ненадолго воссоединились до смерти Уайта от СПИДа в июле 1983 года. После их ссоры Эшман познакомился с Биллом Лаухом, с которым провёл остаток своей жизни. Билл Лаух был родом из Цинциннати и работал архитектором.

## Болезнь и смерть
В 1988 году Эшману поставили диагноз СПИД во время производства «Русалочки». Он держал свою болезнь в секрете на протяжении всей работы. В конце концов он рассказал об этом своему соавтору Менкену. Он также расскажет об этом своим сотрудникам из Дисней. Во время работы над «Красавицей и чудовищем» аниматоры Дисней приезжали к Эшману домой в Фишкилл, штат Нью-Йорк. Эшман смог увидеть тестовый показ мультфильма. Ранним утром 14 марта он умер от сердечной недостаточности в больнице Святого Винсента на Манхэттене в возрасте 40 лет. Мультфильм «Красавица и чудовище» посвящается ему. Он похоронен на кладбище Охеб Шалом в Балтиморе, штат Мэриленд.

## Награды и номинации
За свою карьеру Ховард Эшман выиграл две премии «Оскар» (одна посмертно) из семи номинаций. Из этих номинаций четыре являются посмертными, больше всего в истории вручения премии. Он также получил посмертную премию Лоуренса Оливье и пять премий Грэмми (три из них посмертно), среди других наград.

### Награды
| Награда                                   | Год  | Проект                                                      | Категория                                                                                                | Результат |
| ----------------------------------------- | ---- | ----------------------------------------------------------- | --- | --------- |
| Оскар                                     | 1986 | Магазинчик ужасов                                           | Лучшая оригинальная песня за песню «Mean Green Mother from Outer Space»                                  | Номинация |
| Оскар                                     | 1989 | Русалочка                                                   | Лучшая оригинальная песня за песню «Under the Sea»                                                       | Победа    |
| Оскар                                     | 1989 | Русалочка                                                   | Лучшая оригинальная песня за песню «Kiss the Girl»                                                       | Номинация |
| Оскар                                     | 1991 | Красавица и Чудовище                                        | Лучшая оригинальная песня за песню «Beauty and the Beast» (ПОСМЕРТНО)                                    | Победа    |
| Оскар                                     | 1991 | Красавица и Чудовище                                        | Лучшая оригинальная песня за песню «Be Our Guest» (ПОСМЕРТНО)                                            | Номинация |
| Оскар                                     | 1991 | Красавица и Чудовище                                        | Лучшая оригинальная песня за песню «Belle» (ПОСМЕРТНО)                                                   | Номинация |
| Оскар                                     | 1992 | Аладдин                                                     | Лучшая оригинальная песня за песню «Friend Like Me» (ПОСМЕРТНО)                                          | Номинация |
| Премия Британской Академии в области кино | 1992 | Красавица и Чудовище                                        | Лучшая музыка к фильму                                                                                   | Номинация |
| Драма Деск                                | 1983 | Магазинчик ужасов                                           | Лучшие слова                                                                                             | Победа    |
| Драма Деск                                | 1983 | Магазинчик ужасов                                           | Лучшая режиссура мюзикла                                                                                 | Номинация |
| Драма Деск                                | 1994 | Красавица и Чудовище                                        | Лучшие слова (ПОСМЕРТНО)                                                                                 | Номинация |
| Драма Деск                                | 2014 | Аладдин                                                     | Лучшие слова (ПОСМЕРТНО)                                                                                 | Номинация |
| Evening Standard Awards                   | 1983 | Магазинчик ужасов                                           | Лучший мюзикл                                                                                            | Победа    |
| Золотой глобус                            | 1989 | Русалочка                                                   | Лучшая оригинальная песня за песню «Under the Sea»                                                       | Победа    |
| Золотой глобус                            | 1989 | Русалочка                                                   | Лучшая оригинальная песня за песню «Kiss the Girl»                                                       | Номинация |
| Золотой глобус                            | 1991 | Красавица и Чудовище                                        | Лучшая оригинальная песня за песню «Beauty and the Beast» (ПОСМЕРТНО)                                    | Победа    |
| Золотой глобус                            | 1991 | Красавица и Чудовище                                        | Лучшая оригинальная песня за песню «Be Our Guest» (ПОСМЕРТНО)                                            | Номинация |
| Золотой глобус                            | 1992 | Аладдин                                                     | Лучшая оригинальная песня за песню «Friend Like Me» (ПОСМЕРТНО)                                          | Номинация |
| Золотой глобус                            | 1992 | Аладдин                                                     | Лучшая оригинальная песня за песню «Prince Ali» (ПОСМЕРТНО)                                              | Номинация |
| Грэмми                                    | 1984 | Магазинчик ужасов                                           | Лучший музыкальный альбом актёрского состава                                                             | Номинация |
| Грэмми                                    | 1990 | Oliver and Company: Story and Songs from the Motion Picture | Лучшая запись для детей                                                                                  | Номинация |
| Грэмми                                    | 1991 | The Little Mermaid: Original Walt Disney Records Soundtrack | Лучшая запись для детей                                                                                  | Победа    |
| Грэмми                                    | 1991 | Русалочка                                                   | Лучшая песня, написанная специально для кино или телевидения за песню «Under the Sea»                    | Победа    |
| Грэмми                                    | 1991 | Русалочка                                                   | Лучшая песня, написанная специально для кино или телевидения за песню «Kiss the Girl»                    | Номинация |
| Грэмми                                    | 1993 | Beauty and the Beast: Original Motion Picture Soundtrack    | Лучший музыкальный альбом для детей (ПОСМЕРТНО)                                                          | Победа    |
| Грэмми                                    | 1993 | Beauty and the Beast: Original Motion Picture Soundtrack    | Альбом года (ПОСМЕРТНО)                                                                                  | Номинация |
| Грэмми                                    | 1993 | Красавица и Чудовище                                        | Лучшая песня, написанная специально для кино или телевидения за песню «Beauty and the Beast» (ПОСМЕРТНО) | Победа    |
| Грэмми                                    | 1993 | Красавица и Чудовище                                        | Песня года за песню «Beauty and the Beast» (ПОСМЕРТНО)                                                   | Номинация |
| Грэмми                                    | 1994 | Aladdin: Original Motion Picture Soundtrack                 | Лучший музыкальный альбом для детей (ПОСМЕРТНО)                                                          | Победа    |
| Грэмми                                    | 1994 | Аладдин                                                     | Лучшая песня, написанная специально для кино или телевидения за песню «Friend Like Me» (ПОСМЕРТНО)       | Номинация |
| Премия Лоренса Оливье                     | 1983 | Магазинчик ужасов                                           | Мюзикл года                                                                                              | Номинация |
| Премия Лоренса Оливье                     | 1998 | Красавица и Чудовище                                        | Лучший новый мюзикл (ПОСМЕРТНО)                                                                          | Победа    |
| New York Drama Critics' Circle Awards     | 1983 | Магазинчик ужасов                                           | Лучший мюзикл                                                                                            | Победа    |
| Outer Critics Circle Awards               | 1983 | Магазинчик ужасов                                           | Лучший Офф-Бродвейский мюзикл                                                                            | Победа    |
| Outer Critics Circle Awards               | 1983 | Магазинчик ужасов                                           | Лучшая партитура                                                                                         | Победа    |
| Тони                                      | 1987 | Улыбка                                                      | Лучшее либретто мюзикла                                                                                  | Номинация |
| Тони                                      | 1994 | Красавица и Чудовище                                        | Лучшая оригинальная музыка (ПОСМЕРТНО)                                                                   | Номинация |
| Тони                                      | 2008 | Русалочка                                                   | Лучшая оригинальная музыка (ПОСМЕРТНО)                                                                   | Номинация |
| Тони                                      | 2014 | Аладдин                                                     | Лучшая оригинальная музыка (ПОСМЕРТНО)                                                                   | Номинация |

### Особые признания
- 1990 — Специальная награда Академии телевизионных искусств и наук за выдающийся вклад в успех специальной антинаркотической программы для детей за песню «Wonderful Ways to Say No» из специального мультфильма «Герои мультфильмов приходят на помощь»
- 2001 — Премия Легенды Диснея (посмертно)

### Дань уважения
На специальном издании DVD 2002 года «Красавица и Чудовище» аниматоры Disney снова объединились и добавили новую песню под названием «Human Again», которую Эшман и Менкен написали для фильма, но она была вырезана из законченного фильма. На втором диске есть короткометражный документальный фильм под названием «Ховард Эшман: В память» (англ. Howard Ashman: In Memoriam), в котором много людей, которые работали над «Красавицей и Чудовищем», рассказывают об участии Ховарда в фильме и о том, что его смерть стала для них настоящей потерей.
Джеффри Катценберг утверждает, что на них смотрят два ангела, которые вносят свой волшебный штрих в каждый фильм, который они снимают. Эти два ангела — Эшман и сам Уолт Дисней.
Альбом, в котором Эшман поёт своё собственное произведение под названием «Howard Sings Ashman», был выпущен 11 ноября 2008 года компанией PS Classics как часть Библиотеки Конгресса «Songwriter Series».
Документальный фильм 2009 года «Как разбудить Спящую красавицу», посвящённый возрождению анимации Disney, посвящён ему, а также Фрэнку Уэллсу, Джо Рэнфту и Рою Э. Диснею.
В марте 2017 года Дон Хан подтвердил, что работает над документальным биографическим фильмом о Ховарде Эшмане. Премьера документального фильма под названием «Ховард» состоялась 22 апреля 2018 года на Tribeca Film Festival, а 18 декабря 2018 года он был показан ограниченным тиражом. Он был выпущен на Disney+ 7 августа 2020 года.

## Фильмография
- Дай вам Бог здоровья, мистер Розуотер[англ.] (1979) (автор песен, либреттист и режиссёр)
- Магазинчик ужасов[англ.] (1982) (автор песен, либреттист и режиссёр)
- Улыбка[англ.] (1986) (автор песен, либреттист и режиссёр)
- Магазинчик ужасов (фильм) (1986) (автор песен и сценарист)
- Оливер и компания (1988) (автор песни «Once Upon A Time in New York City»)
- Русалочка (1989) (автор песен, продюсер, дополнительные диалоги)
- Герои мультфильмов приходят на помощь (1990) (автор песни «Wonderful Way To Say No»)
- Красавица и Чудовище (1991) (автор песен, исполнительный продюсер)
- Аладдин (1992) (автор песен «Arabian Nights», «Friend Like Me», и «Prince Ali»).